# Лукинка (приток Костромы)
Лукинка — река в России, протекает по Любимскому району Ярославской области. Устье реки находится в 31 км по правому берегу реки Кострома от её устья. Длина реки составляет 40 км, площадь водосборного бассейна — 160 км².
Крупнейший приток — Талица (слева, 24 км от устья).
Сельские населённые пункты около реки: Балакирево, Некрасово, Маринино, Кошелево, Хлестово, Дьяконово, Мясниково, Раменье, Конанцево, Глебово, Чудиново, Петрищево, Деревягино, Макарово, Власуново, Санино, Стругуново, Починок, Лысцево, Щелково, Скородумово, Фомино, Крутик, Рудниково, Исады; напротив устья Бугры (уже Костромская область).

## Данные водного реестра
По данным государственного водного реестра России относится к Верхневолжскому бассейновому округу, водохозяйственный участок реки — Кострома от истока до водомерного поста у деревни Исады, речной подбассейн реки — Волга ниже Рыбинского водохранилища до впадения Оки. Речной бассейн реки — (Верхняя) Волга до Куйбышевского водохранилища (без бассейна Оки).
Код объекта в государственном водном реестре — 08010300112110000013080.